# Nada Vai Me Sufocar
"Nada Vai Me Sufocar" é uma canção da dupla pop brasileira Sandy & Junior, lançada como o quarto e último single do álbum Identidade (2003).

## Composição
"Nada Vai Me Sufocar" é uma composição dos músicos Liah, Dani Monaco e Rique Azevedo. Junior comentou a produção da canção dizendo:
"Recebi ['Nada Vai Me Sufocar'] no meio de um monte de músicas. Dava uma primeira ouvida em todas as músicas que chegavam pra gente selecionar juntos as que iriam entrar no repertório. Essa música tinha um arranjo completamente diferente. A gente ouviu e eu falei: 'Gente, o arranjo está meio estranho, mas a música é muito boa'. Então, botei pra tocar no meu som, enquanto tomava banho, no quarto, fiquei ouvindo muito pra ver o que acontecia na minha cabeça. Um dia, no banho, me veio uma frase, um riff de guitarra... Aí eu parei, me arrumei rápido, peguei o violão e criei esse riff do começo. Depois disso, o arranjo veio inteiro na cabeça, já fui correndo pro computador, fiz uma maquete em cima do original, porque não tinha a música aberta em canais. [...] Pensamos em quem poderia fazer o arranjo junto comigo e enviamos a música pro Ricardo Feghali. Quando a música estava mais ou menos feita me veio a ideia de fazer um rap que não existia no original. Liguei pro Otávio de Moraes, nosso baterista no show e um dos arranjadores do CD, também. Liguei pra ele e falei: 'Otávio, me ajuda aí a fazer uma letra nessa parte, com uma divisão meio quebrada.'"

## Videoclipe
O videoclipe dessa música foi lançado em 16 de dezembro de 2004 na MTV e foi inspirado na viagem que a dupla fez para o Japão, onde se apresentaram com a Identidade Tour, em 2004. O clipe foi indicado em três categorias no MTV Video Music Brasil 2005 e em uma no Prêmio Multishow de Música Brasileira.

## Prêmios e indicações
| Ano  | Prêmio                 | Categoria                     | Resultado |
| ---- | ---------------------- | ----------------------------- | --------- |
| 2005 | MTV Video Music Brasil | Escolha da Audiência          | Indicado  |
| 2005 | MTV Video Music Brasil | Videoclipe de Pop             | Indicado  |
| 2005 | MTV Video Music Brasil | Direção de Arte em Videoclipe | Indicado  |
| 2005 | Prêmio Multishow       | Melhor Clipe                  | Indicado  |